# Хотенский поселковый совет (Сумский район)
Хотенский поселковый совет (укр. Хотінська селищна рада) — входит в состав Сумского района Сумской области Украины.
Административный центр поселкового совета находится в пгт Хотень.

## Населённые пункты совета
- пгт Хотень
- с. Писаревка